# Adriano Chicco
Adriano Chicco (Gênes, 16 février 1907 - 30 août 1990) est un historien des échecs et un compositeur de problèmes d'échecs italien.

## Biographie
Problémiste, Adriano Chicco a composé environ 500 problèmes d'échecs à résoudre en deux ou trois coups.
Il a obtenu de la FIDE le titre de maître international pour la composition en 1967, ainsi que celui de Juge international.
Il est aussi l'auteur de nombreuses publications échiquéennes : articles, essais ainsi qu'un dictionnaire encyclopédique.
Il collectionnait les livres et les anciens codex traitant du jeu d'échecs.

## Livres et autres publications
- (it) Gli scacchi in Liguria (littéralement : Les échecs en Ligurie), Savone, Officina d'arte, 1939.
- (it) Un manoscritto inedito del 1500 sul giuoco degli scacchi (littéralement : Un manuscrit inédit du XVIe siècle sur le jeu d'échecs), Florence, L'Italia scacchistica, 1939.
- (it) Zibaldone di pensieri scacchistici (littéralement : Recueil de pensées échiquéennes), Gênes, A. Lombardo, 1945.
- (it) Fortuna degli scacchi nel '500 (littéralement : Le succès des échecs au XVIe siècle), Milan, L'Italia scacchistica, 1946.
- (it) Gli scacchi nel Regno di Napoli (littéralement : Les échecs dans le royaume de Naples), Milan, L'Italia scacchistica, 1949.
- (it) Contributi alla storia dei problemi di scacchi: Gilio de' Zelati e Ercole del Rio (littéralement : Contributions à l'histoire des problèmes d'échecs : De Gilio de Zelati à Ercole del Rio), Milan, L'Italia scacchistica, 1950.
- (it) Ruy Lopez de Segura, Milan, L'Italia scacchistica, 1980.
- (it) Luigi Centurini, Milan, L'Italia scacchistica, 1982.

En collaboration avec Giorgio Porreca
- (it) Dizionario enciclopedico degli scacchi (littéralement : Dictionnaire encyclopédique des échecs), Milan, Mursia, 1971
- (it) Il libro completo degli scacchi (littéralement : Le livre complet des échecs), Milan, Mursia, 1982.

En collaboration avec Franco Pratesi et Alessandro Sanvito
- (it) Medioevo scacchistico toscano (littéralement : Moyen Âge échiquéen en Toscane), Milan, L'Italia scacchistica, 1985.

En collaboration avec Alessandro Sanvito
- (it) Lineamenti di una bibliografia italiana degli scacchi (littéralement : Ébauche d'une bibliographie italienne des échecs), Rome, AMIS, 1987.

En collaboration avec Antonio Rosino
- (it) Storia degli scacchi in Italia (littéralement : Histoire des échecs en Italie), Venise,  Marsilio, 1990,  (ISBN 978-88-317-5383-8)